# Graham Theakston
Graham Theakston, né le 29 février 1952 à Bradford dans le Yorkshire de l'Ouest et mort le 2 septembre 2014 (à 62 ans) à Londres, est un réalisateur de télévision britannique.

## Filmographie comme réalisateur

### Cinéma
- 2005 : The Lazarus Child

### Télévision
- 1981 : Grange Hill (série télévisée) : 2 épisodes
- 1982 : BBC2 Playhouse (série télévisée) : épisode Chains
- 1983 : Crown Court (série télévisée) : épisode Told in Silence: Part 1
- 1984 : The Tripods (série télévisée) : 8 épisodes
- 1985 : Mission casse-cou (série télévisée) : épisodes Blood Money et In the Dark
- 1986 : Boon (série télévisée) : épisodes Something Old, Something New, Jack of All Tradesmen et Grand Expectations
- 1987 - 1993 : The Bill (série télévisée) : 22 épisodes
- 1988 : Casualty (série télévisée) : Desperate Odds, A Quiet Night
- 1990 : Making News (série télévisée) : épisode Conspiracy
- 1992 : Taggart (série télévisée) : épisode Nest of Vipers
- 1992 : Perfect Scoundrels (série télévisée) : épisodes Party Games, Dirty Tricks et Last of the Few
- 1992 : Crime Story (série télévisée) : épisode Dear Roy, Love Gillian
- 1994 : Cadfael : épisodes One Corpse Too Many, The Sanctuary Sparrow, The Leper of St. Giles et Monk's Hood
- 1995 : The Politician's Wife (mini-série télévisée)
- 1997 : The Mill on the Floss (TV)
- 1997 : Inspecteur Frost (série télévisée) : épisode House Calls
- 1998 : Vig (TV)
- 1998 : March in Windy City (TV)
- 1999 : The Dark Room (série télévisée) : 2 épisodes
- 2000 : Seeing Red (TV)
- 2000 : Masterpiece Theatre (série télévisée) : épisode Seeing Red
- 2000 : The Scarlet Pimpernel (mini-série télévisée) : épisode Ennui
- 2001 : L'experte (TV)
- 2002 : Quand Jack rencontre Amy (TV)
- 2002 : Sherlock : la marque du diable (TV)
- 2003 - 2005 : Flics toujours (série télévisée) : 3 épisodes
- 2006 : A Good Murder (TV)
- 2007 : Meurtres à l'anglaise (série télévisée) : épisode Know Thine Enemy
- 2007 : Blue Murder (série télévisée) : Not a Matter of Life and Death et Desperate Measures